# 山田泰之 (工学者)
山田 泰之（やまだ やすゆき、1986年 - ）は、日本の工学者、デザインエンジニア。法政大学デザイン工学部准教授、博士(工学)。
専門分野は機構学、ロボット工学、自動車工学、デザインエンジニアリング、ソフトロボティクス

## 来歴
慶應義塾大学理工学部機械工学科卒業（2009年）。慶應義塾大学大学院理工学研究科修士課程修了。慶應義塾大学大学院理工学研究科博士課程修了、博士(工学)（2011年)。中央大学理工学部助教, 中央大学研究開発機構准教授(2018年)を経て、法政大学デザイン工学部准教授(2019年)。
ハイヒールから宇宙用ロケット燃料技術まで、その機構に着目して、多様な課題の研究開発に従事。

## 主な受賞歴
- 2015年度 - James Dyson Award in Japan 2015, Runner-up, 疲れにくいハイヒールYaCHAIKA[6]
- 2015年度 -  James Dyson Award 2015 International Top 20，Comfy highheel YaCHAIKA [7]
- 2016年度 -  James Dyson Award in Japan 2016, Runner-up, TasKi[8]
- 2016年度 - 平成28年度 計測自動制御学会SI部門賞 若手奨励賞[9]
- 2016年度 -慶應義塾大学理工学部・大学院理工学研究科 同窓会研究教育奨励基金 矢上賞[10]
- 2017年度 - 日本ロボット学会, 日本原子力学会共 廃炉のためのロボット技術コンペ 最優秀賞[11]
- 2018年度 - 日本フルードパワーシステム学会 平成29年度学術論文賞[12]
- 2019年度 - 日本機械学会ロボメカ部門 ROBOMECH表彰（産業・応用分野）[13]
- 2021年度 - 日本機械学会ロボティクス・メカトロニクス部門　部門優秀論文表彰[14]
- 2022年度 - 日本機械学会ロボメカ部門 ROBOMECH表彰（産業・応用分野）[15]
- 2022年度 -第4回大成学術財団選奨銀賞[16]
- 2022年度- h concept design 優秀賞 KAWARA[17]